# JR貨物UV19A形コンテナ
UV19A形とは、1998年度に登場した、日本貨物鉄道（JR貨物）輸送用として同社に籍を編入している12ft 5t積私有コンテナ（通風コンテナ）である。

## 概要
本形式の数字部位 「 19 」は、コンテナの容積を元に決定される。このコンテナ容積19 m3の算出は、厳密には端数を四捨五入計算のために、内容積18.5 m3 - 19.4 m3の間に属するコンテナが対象となる。
また形式末尾のアルファベット一桁部位「A」は、コンテナの使用用途（主たる目的）が「普通品の輸送」を表す記号として付与されている。

## 特記事項
鉄道輸送と内航輸送両方での輸送が可能なコンテナで、日本通運が2016年１０月の試験を経て運用している。同社の鉄道、内航輸送両用のコンテナには、同形式の他にRVS(以下番号が付与される)形式も付与される。同社は独自開発のRVS (and Sea Ventilation）コンテナとしている。

## 番台毎の概要

### 0番台

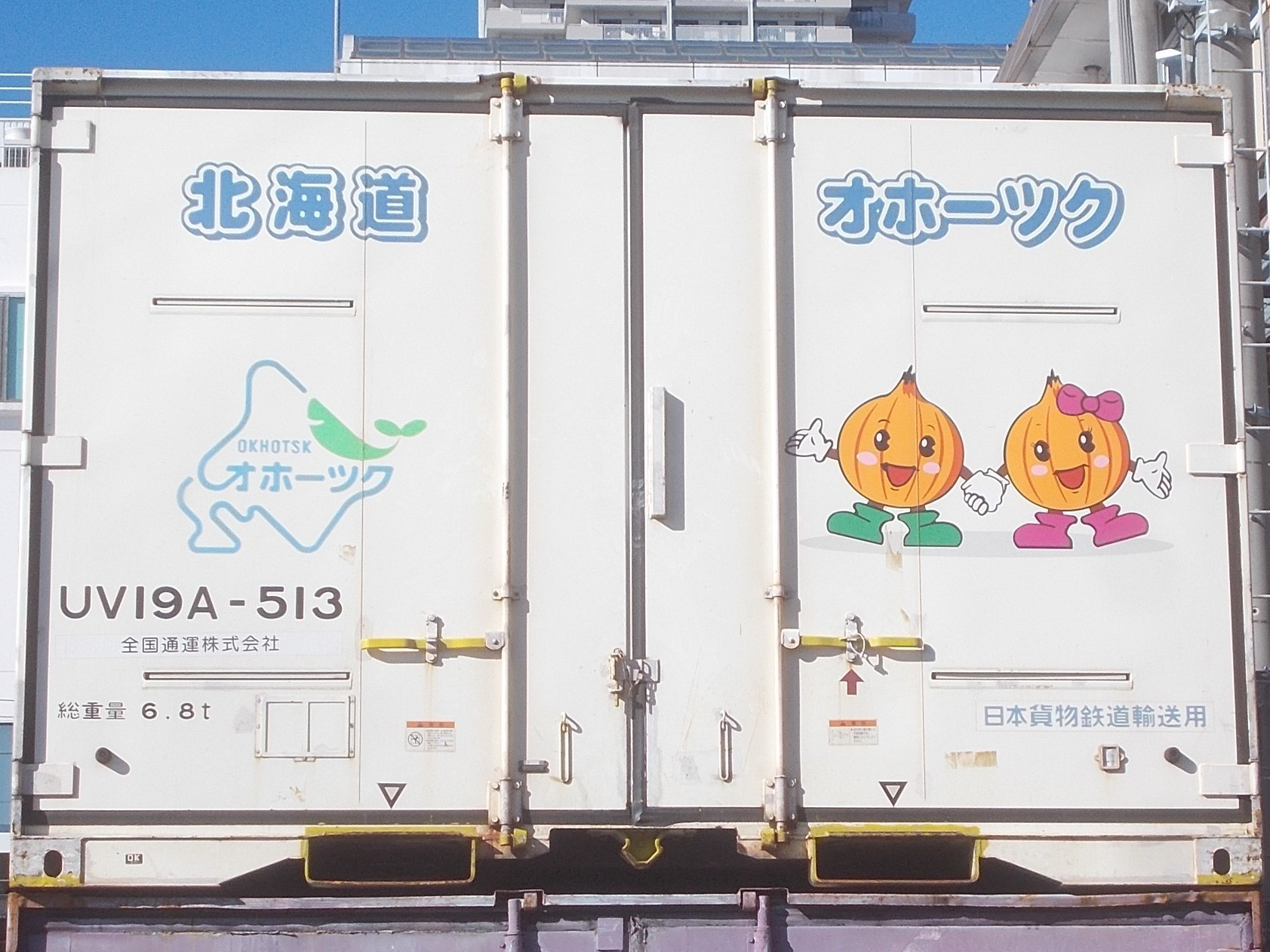
UV19A-513 全国通運所有時 （茨城県／土浦貨物駅にて、2022年12月18日撮影）
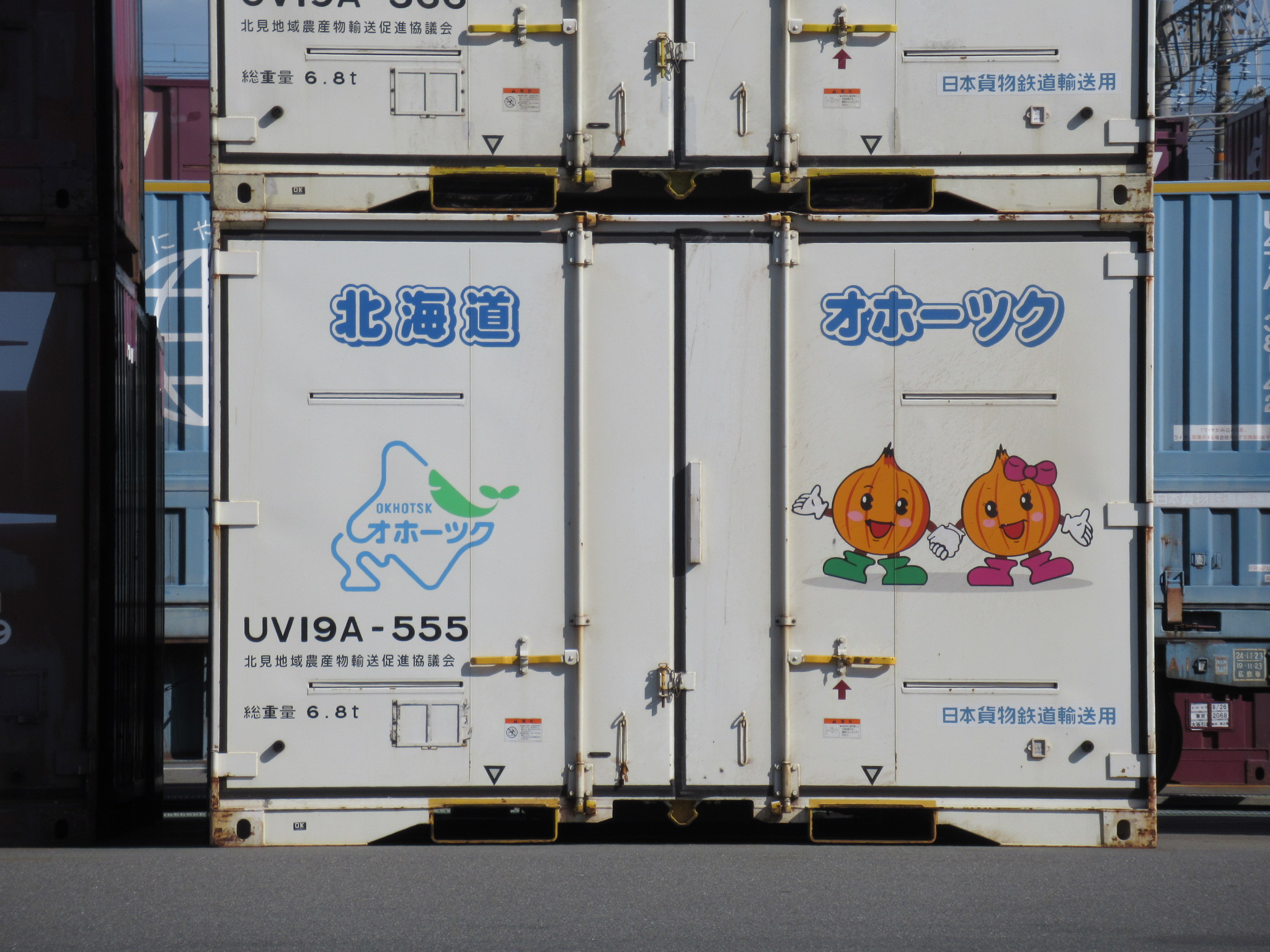
UV19A-555 北見地域農産物輸送促進協議会所有時 大阪府／吹田貨物ターミナルにて。 （2018年8月25日撮影）

1 - 500【500個】
全国通運所有。総重量6.7t。1998年に全数が東急車輛製造大阪工場で落成した。大きな特徴としては、コンテナの運用効率を高める為に、国鉄末期頃にJOTにて新規に開発された通風コンテナ【 UV1-1000番台 】の構造で、長手方向側の片ドア面と片壁面に付いている専用の切替え装置により、外側からの手動操作により通風と汎用（ドライ）コンテナのどちらとしても使えるように工夫した、画期的な構造を採用している。

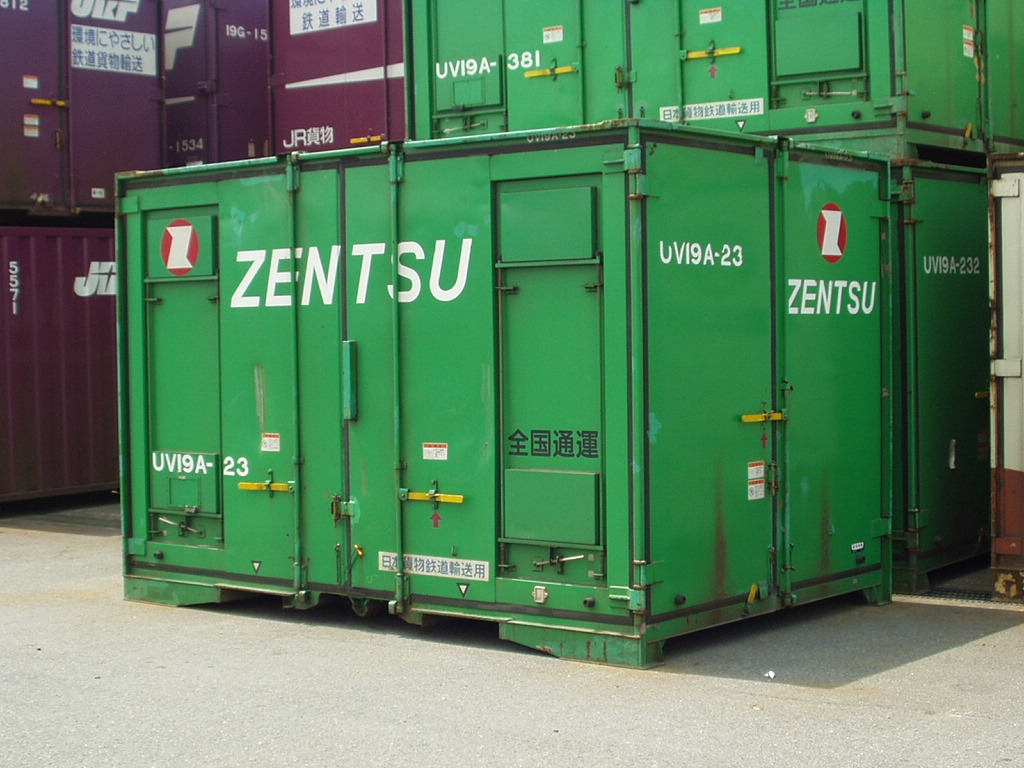
UV19A-23　片妻片側Ｌ字二方開。 大阪府／大阪貨物ターミナルにて。 （2003年5月17日撮影）
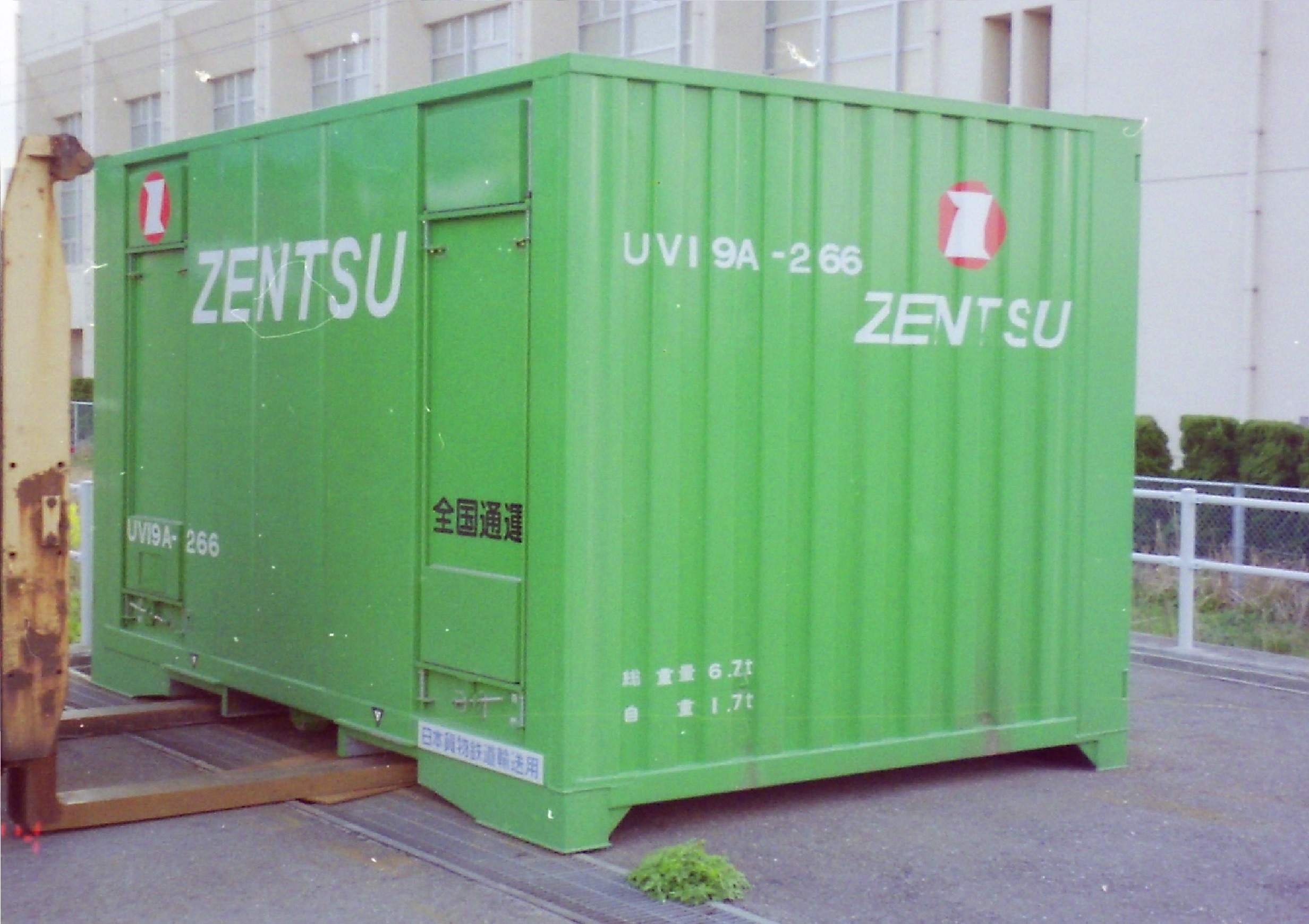
UV19A-266　この画像に写っている片妻片側Ｌ字方向の二面は、前記のコンテナ構造の反対側壁面となる。 福岡県／苅田港駅にて。 （1998年3月24日撮影）

501 - 568【68個】
北見地域農産物輸送促進協議会所有。総重量6.8t。2014年度取得。総合車両製作所製造。
↓
全国通運所有。 ※2019年11月に譲渡。
玉葱列車用として製造されたが、PR目的もあり、V19Cと同じく、全国共通運用となっている。
- UV19A-513 全国通運所有時
（茨城県／土浦貨物駅にて、2022年12月18日撮影）
- UV19A-555 北見地域農産物輸送促進協議会所有時
大阪府／吹田貨物ターミナルにて。
（2018年8月25日撮影）

569 - 571【3個】
同和通運所有。総重量6.8t。2016年度取得。総合車両製作所製造。569は日通新型R&S仕様の試作コンテナが仮で登録していたことが有った。
572 - 671
日本通運所有。総重量6.8t。鉄道輸送用と、内航船輸送に対応したいわゆる、『Rail&Seaコンテナ』である。
672
ジェイアール貨物・南関東ロジスティクス所有。
試作コンテナ。東急大阪の銘板と思わしきものが有るので19G辺りからの改造と思われる。
673 -（増備中）
1251
日本通運
Rail&Seaコンテナの増備。最新のグループは下部のキャスティングボックスに黄色の線が入っている。2021年（令和3年）度に1070までが増備され、それ以降は2022年（令和4年）度増備コンテナ。2023年に増備された1170からは側線が面上部の警戒線がゼブラ柄から白線になった他にフォークポケットの対称になる部分のみに変更された。

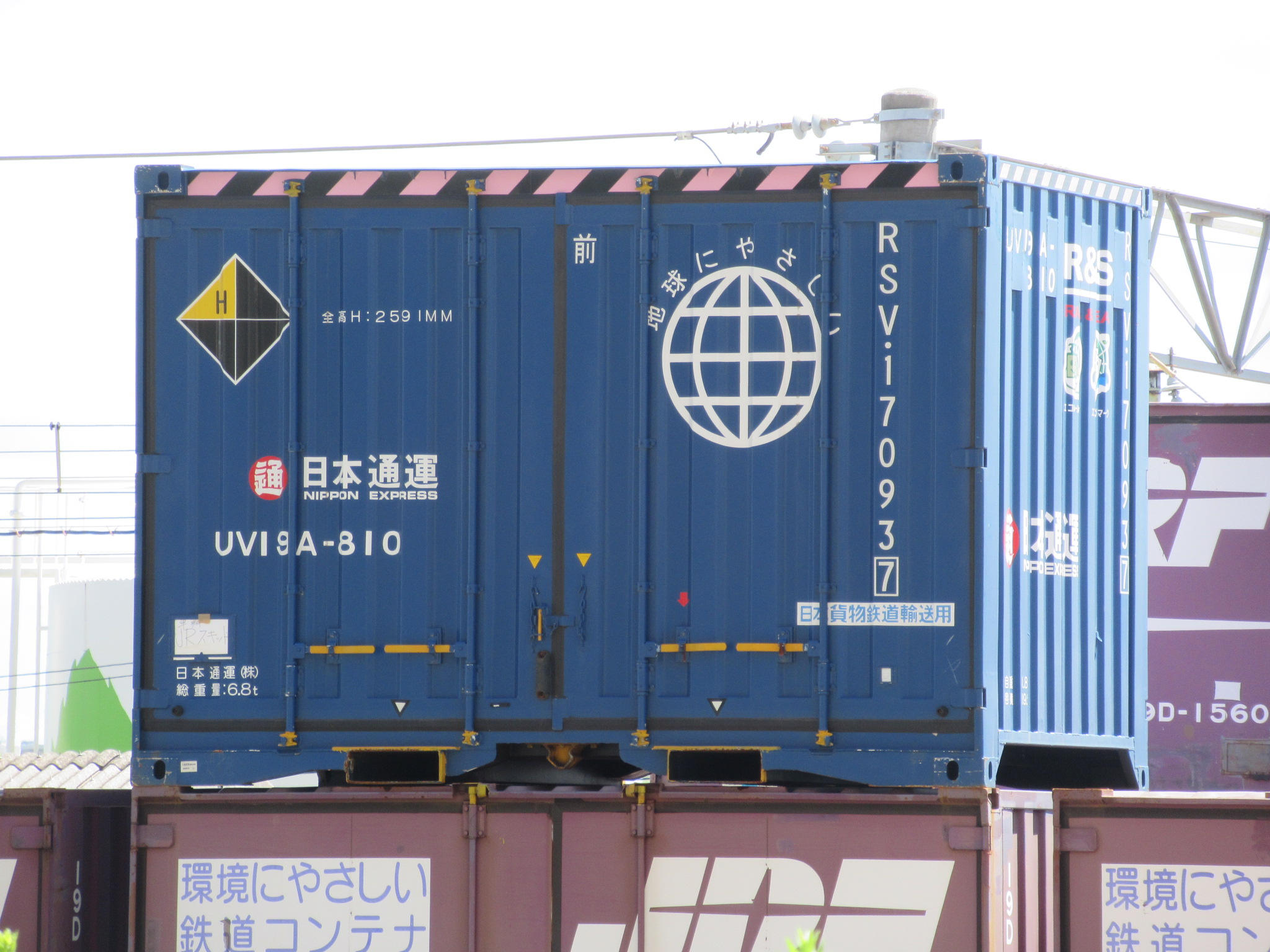
紺色塗装、UV19A-810　両側ドア対二方開き。 大阪府／安治川口駅にて。 （2018年8月25日撮影）
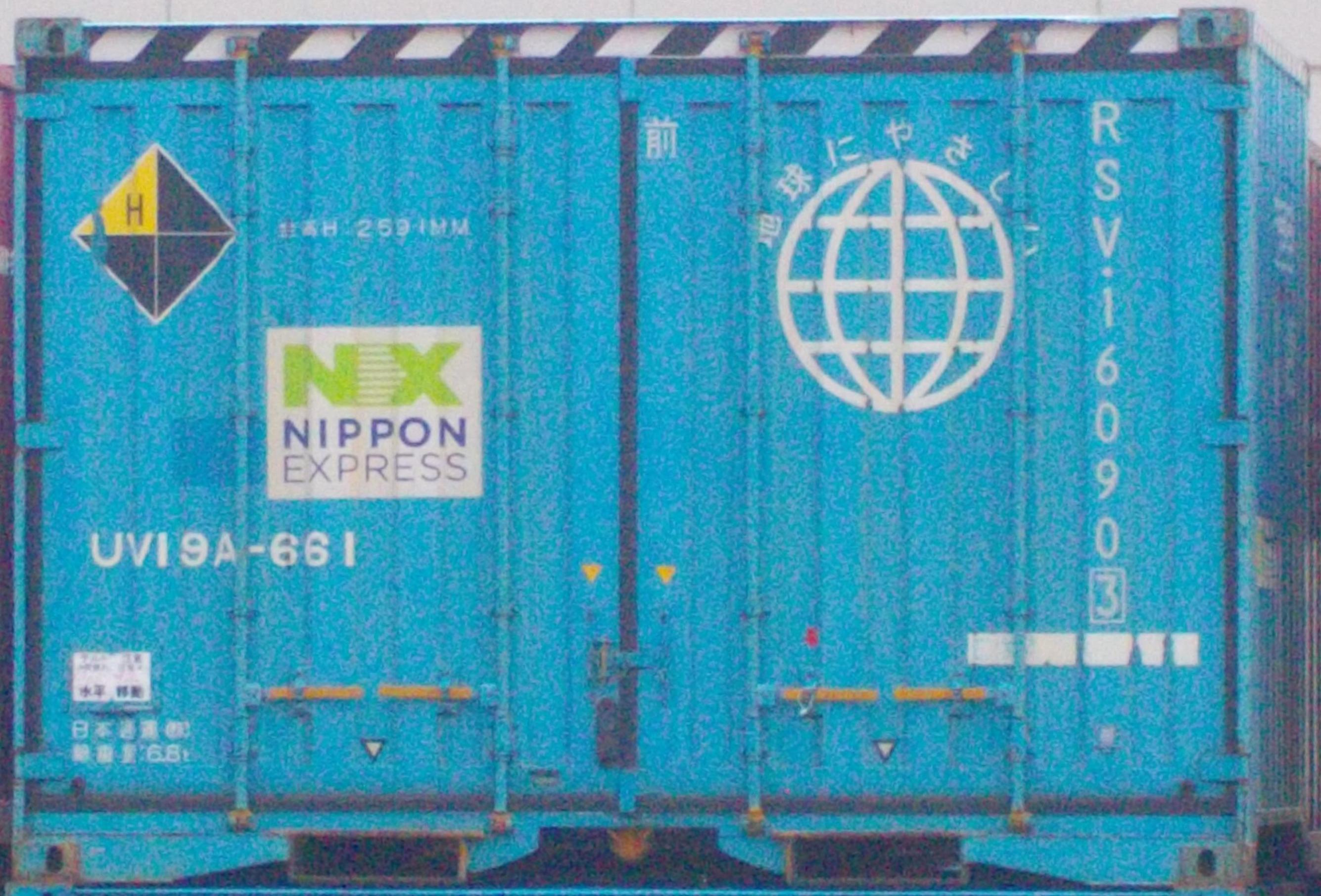
水色塗装、UV19A-661　両側ドア対二方開き。 茨城県／土浦駅にて。 （2024年7月20日撮影）

### 5000番台
5001
日本通運所有
防振コンテナ。経年で浮き出た表記の跡的に日通のR&S試作コンテナのUV19A-569(初代)からの改造と思われる。2023年の7月中旬までは鉄道貨物協会所有だったが日本通運に所有が再度戻った。2016年6月大連諾誠集装箱製造製。